# Río Hörsel
El Hörsel es un río de 56 km de largo en Turingia, Alemania, afluente derecho del Werra. Está formado por la confluencia de dos ríos más pequeños en Leinatal, en el extremo norte del bosque de Turingia . El Hörsel fluye generalmente hacia el noroeste a través de las ciudades de Hörselgau, Wutha-Farnroda y Eisenach. Desemboca en Werra en Hörschel, un pueblo cerca de Eisenach.

## Curso
Como ocurre con muchos ríos, el nombre del curso medio y bajo del Hörsel no se extendió al curso superior hasta el siglo XX.

### Leina pequeño y Leina (salvaje)

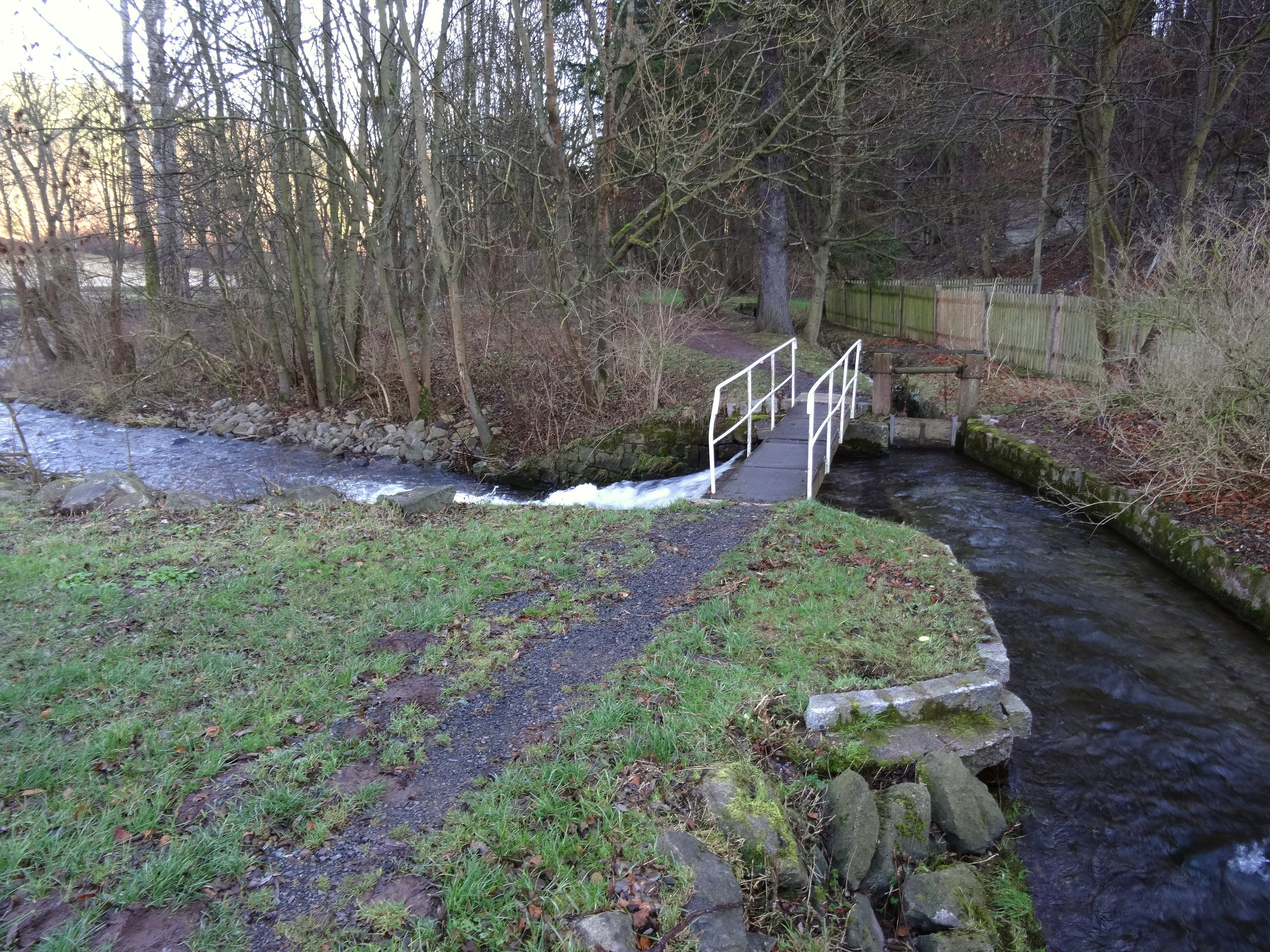
Ramal del canal de Leina entre Engelsbach y Schönau v. d. Walde

El Hörsel tiene su origen como Kleine Leina en el bosque de Turingia en las inmediaciones del Rennsteig al sur del Spießberga de 749 metros de altura en la frontera de la comunidad sur de Finsterbergen con Georgenthal. (ambos distritos de Gotha ). La corriente fluye primero hacia el noreste y pasa por diferentes partes de Georgenthal.
Tras 8,4 kilómetros de recorrido en el distrito de Schönau vor dem Walde, el Leinakanal se bifurca hacia la derecha. Poco después, los arroyos fluyen desde ambos lados. A partir de Schönau vor dem Walde el pequeño río gira hacia el norte. En los mapas de principios del siglo XX aparece aquí el nombre de Wilde Leina. Después de la afluencia del Cumbach desde Cumbach el nombre pasa a ser Leina-Hörsel. En el curso posterior hacia el norte, el Schilfwasser procedente de Ernstroda fluye por la izquierda.

### Hörsel

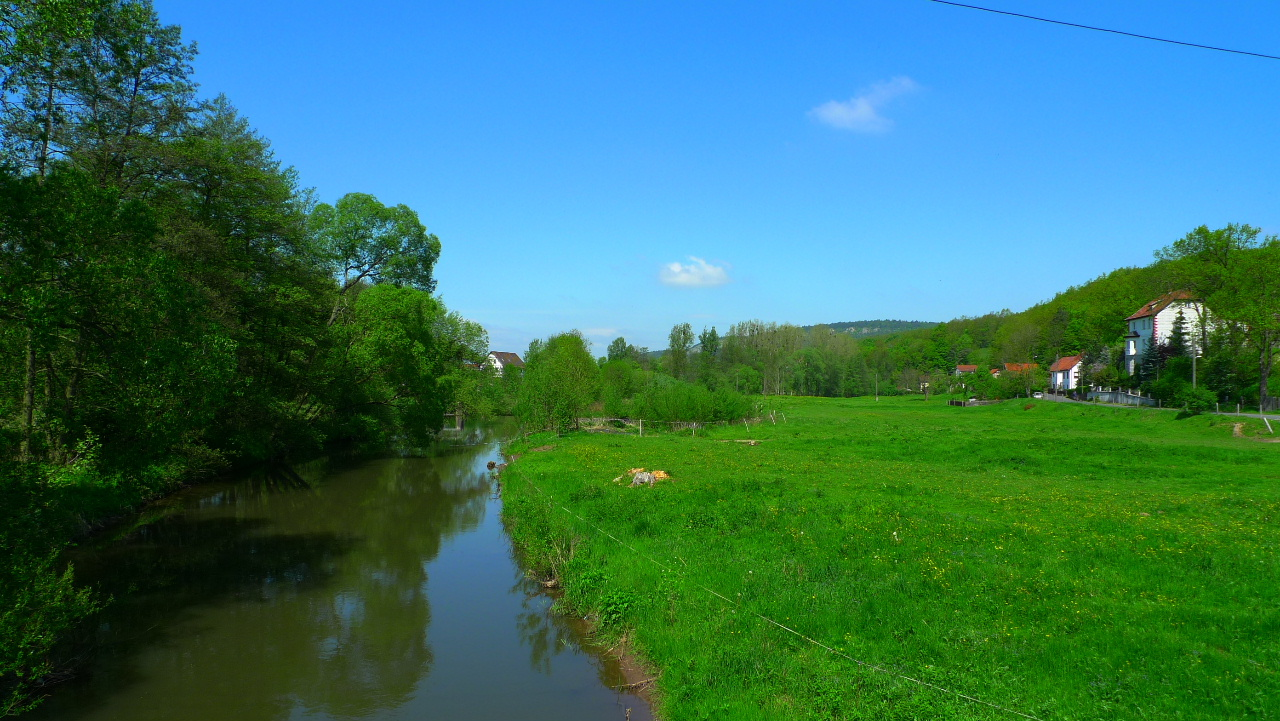
El Hörselaue en Schönau (Wutha-Farnroda)

En Leinatal-Leina, después de 16,3 kilómetros con la afluencia del Altenwasser (también: Altes Wasser, desde la derecha), el nombre de Leina desaparece por completo. A partir de aquí el río se llama Hörsel y su curso gira hacia el noroeste.
En Wahlwinkel y Hörselgau el Badewasser fluye en dos brazos desde la izquierda. Tras pasar Fröttstädt, el Asse fluye hacia Teutleben desde la derecha. El Hörsel toma la dirección hacia el oeste y, tras la afluencia del Laucha, el Asse desemboca en el Laucha. 
Al llegar al distrito de Wartburg, el río cruza por debajo de la Bundesautobahn 4, fluye hacia el sur pasando por el Hörselbergen a través de las comunidades de Hörselberg-Hainich (distrito de Sättelstädt con el afluente izquierdo el Emse) y Wutha-Farnroda.
A continuación, el Hörsel llega a Eisenach, donde toma por la derecha el Nesse, aproximadamente igual de caudaloso, y el Michelsbach, mucho más pequeño, y por la izquierda el Löbersbach y el Roten Bach. Más al oeste, en el distrito de Eisenach de Hörschel - el lugar de origen de los senderos Rennsteigs - se encuentra su desembocadura en el Werra.
La longitud total del río "Kleine Leina-Hörsel" es de 48,5 km, sobre los 52,6 km del Nesse el Hörsel llega  incluso a unos 62 km de longitud.

## Afluentes

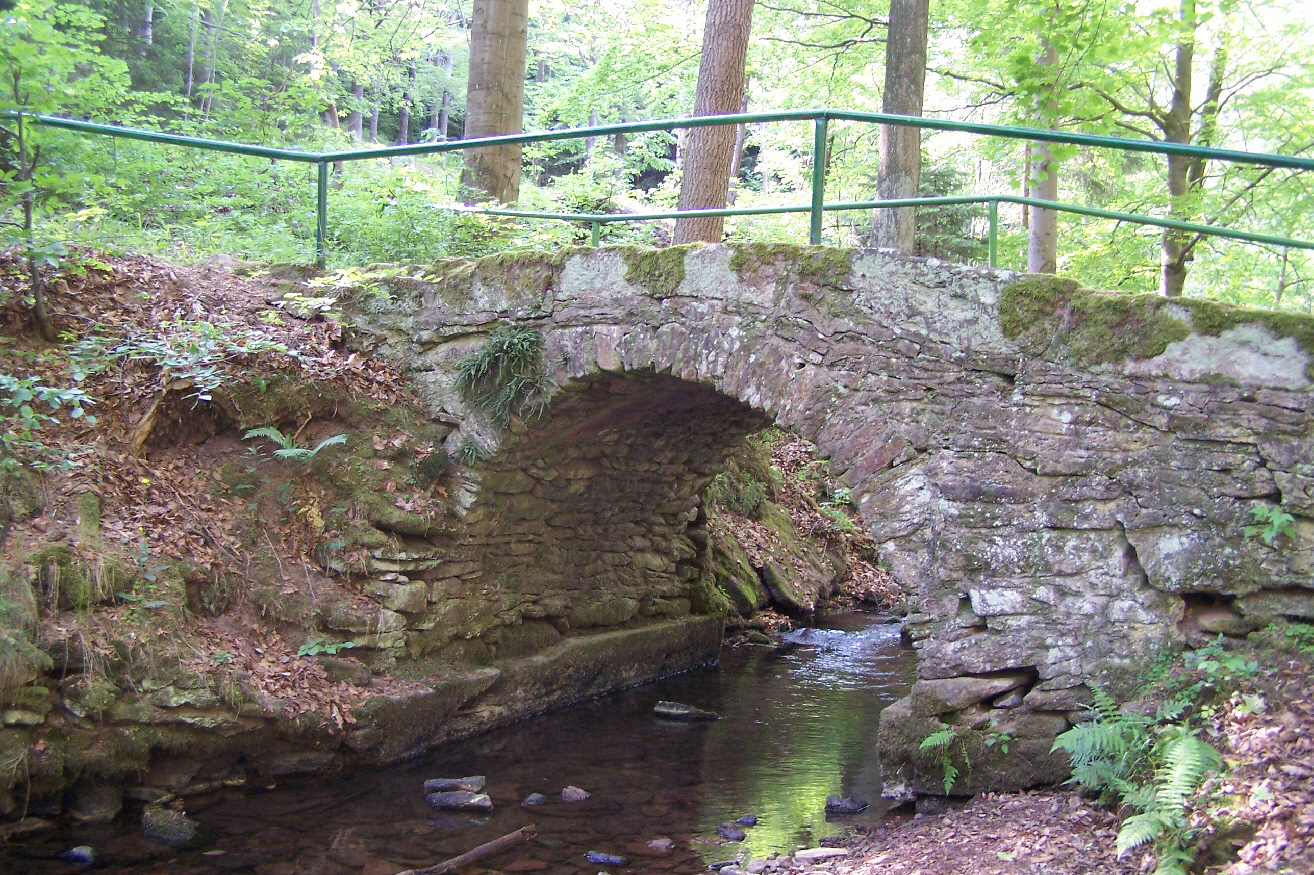
El llamado Puente Totenbrücke sobre el Leina (Finsterbergen)

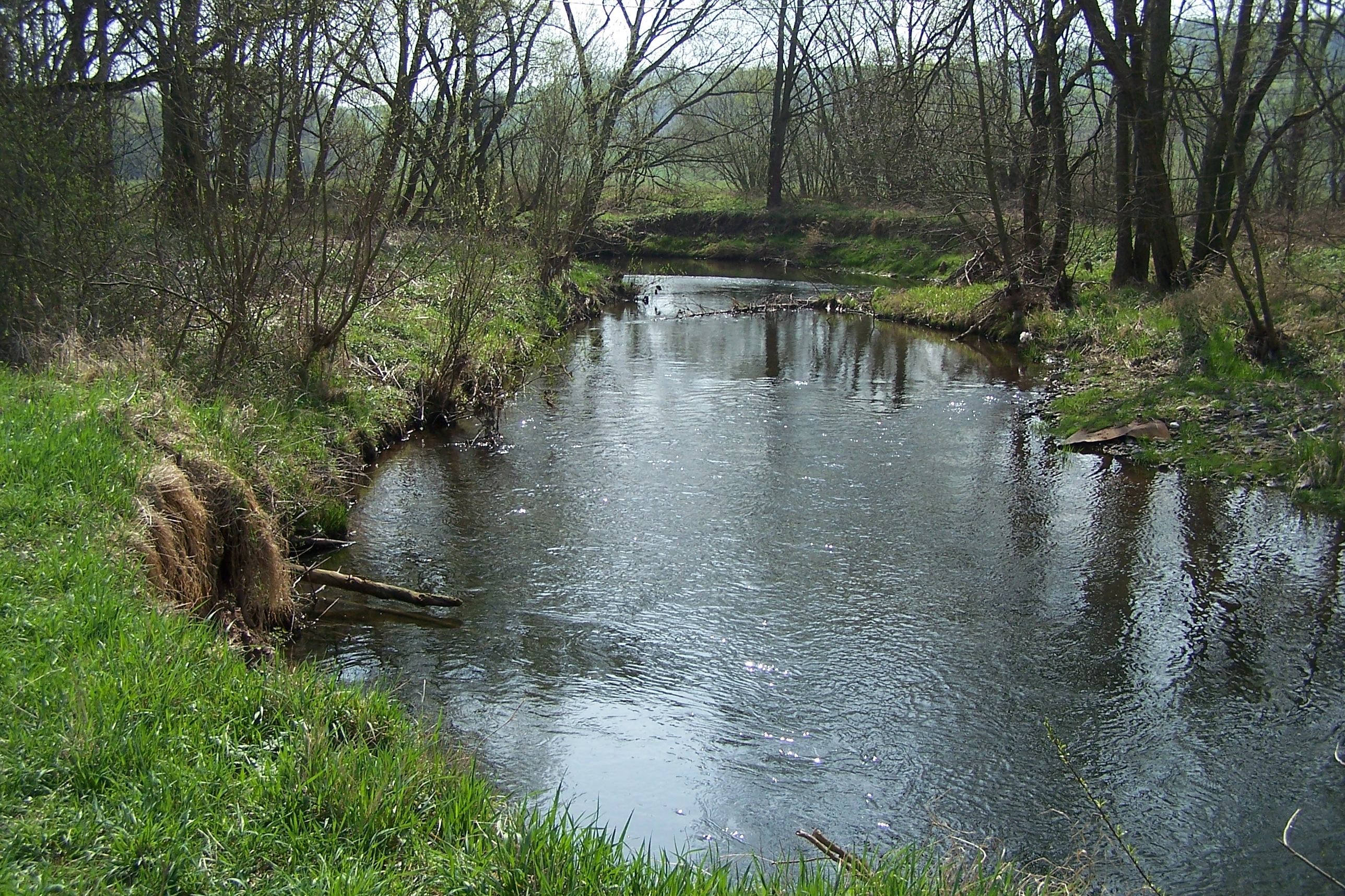
El Hörsel cerca de Eisenach

La cuenca del Hörsel se divide en dos grandes paisajes. La cabecera del Leina y los afluentes de la izquierda proceden del bosque de Turingia, mientras que todos los afluentes de la derecha proceden de la cuenca de Turingia y sus placas de borde. En consecuencia, los tramos superiores de los afluentes de la izquierda son típicos arroyos de baja montaña con profundas gargantas y una gran pendiente de fondo, mientras que los afluentes de la derecha son en su mayoría ríos de tierras bajas con una pequeña pendiente, que desembocan casi todos en el Hörsel a través del Nesse. En la actualidad, sus cursos están en su mayoría integrados en un sistema de zanjas de drenaje.
La cuenca del Nesse comprende 426,3 km², el 54,4% de la cuenca total del Hörsel y el 139,5% de la cuenca del Hörsel por encima del estuario del Nesse (305,6 km²). Así, el Nesse aporta aproximadamente la misma cantidad de agua (3,14 m²/s) al unirse con el Hörsel que el propio Hörsel (3,11 m²/s).